# 勞·凱利性侵案
勞·凱利性侵案是美國歌手勞·凱利面臨的性虐待指控、民事訴訟和刑事審判。

## 早期報導
2000年12月，《芝加哥太陽報》首次報導稱，警方曾兩次調查凱利與一名未成年女性發生性關係，但由於指控他的女孩不合作，不得不放棄調查。蒂芙尼·霍金斯（Tiffany Hawkins）於 1996 年提起的民事訴訟詳細指控稱，從1991年開始，當她15歲時，24歲的凱利在未成年高中生時與她發生性關係，鼓勵她招募她的學校朋友，並迫使她與其他未成年女孩進行群交。1998年，凱利以250,000美元與霍金斯和解了訴訟。

## 非法婚姻
1992年，巴里·漢克森（Barry Hankerson）將他的侄女阿莉雅·達納·霍頓（Aaliyah），一位來自密歇根州底特律的12歲歌手，介紹給了凱利。一名證人後來作證說，凱利與艾莉亞發生性接觸是在她13或14歲時開始的。凱利在1994年創作並製作了艾莉亞的第一張專輯《年齡不是別的，只是一個數字》。1994年8月31日，27歲的凱利秘密與當時15歲的艾莉亞結婚，在伊利諾伊州庫克縣舉行儀式。
凱利的旅遊經理德米特里厄斯·史密斯（Demetrius Smith）承認，他為婚禮提供了便利，他為艾莉亞獲取了偽造的身份證明，其中列出了她18歲。1995年2月，密歇根州法官應艾莉亞家人的要求，宣布婚姻無效。凱利和艾莉亞都否認他們的婚姻已經發生，或者他們的關係已經超越了友誼。1997年5月，艾莉亞在庫克縣提起訴訟，要求刪除婚姻記錄，稱她在結婚時未成年，在簽署結婚證時撒謊18歲，並且她未經父母同意，不得合法結婚。
刪除請求包含在蒂芙尼·霍金斯提起的訴訟中，她試圖在她對凱利的案件中使用結婚文件。霍金斯後來在1998年接受了凱利250,000美元的和解，但須遵守保密協議。2019年，紐約州的聯邦檢察官指控凱利1994年為了獲得結婚證而為艾莉亞購買假身份證。凱利通過他的律師在2021年承認與艾莉亞有過“未成年性接觸”。

## 第一次刑事起訴
2002年2月3日，一段錄影開始流傳，據稱描述了凱利對一名未成年女孩的性虐待。虐待包括凱利在她身上小便。該影像由未知來源發布並發送給芝加哥太陽時報。出版商於2002年2月8日爆料，同一天凱利在2002年冬季奧運會開幕式上表演。凱利在採訪中說他不是影片中的那個人。
2002年6月，凱利在芝加哥被指控犯有21項兒童色情罪。同月6日，凱利在佛羅里達州的度假屋被邁阿密警察局根據芝加哥逮捕令逮捕 He was released after one night in jail, the following day after posting bail of $750,000.。他在監獄裡住了一晚後被釋放，第二天他交了750,000美元的保釋金。所謂的受害者拒絕在審判中作證，芝加哥陪審團在2008年6月裁定凱利對所有14項兒童色情罪均無罪。
在調查芝加哥太陽時報報導的照片時，波爾克縣治安官辦公室對凱利在佛羅里達州達文波特的住所進行了搜查。在搜查過程中，警方在數位相機上找到了12張涉嫌未成年女孩的照片——用毛巾包裹在行李袋中——據稱這些照片描繪了凱利“與未成年女性發生性行為”。據芝加哥太陽時報報導，從凱利佛羅里達家中獲得的圖像中的女孩也出現在凱利在芝加哥被起訴的錄像帶中。
來自波爾克縣和邁阿密戴德縣的警方調查人員於2003年1月22日在邁阿密溫德姆大灣酒店逮捕了凱利，罪名是12項擁有兒童色情製品的罪名。三小時後凱利以12,000美元保釋金從邁阿密戴德縣監獄獲釋。2004年3月，由於缺乏搜查令的可能原因，這些指控被撤銷。
在2020年公開的離婚法庭文件中，凱利的前妻聲稱凱利在2009年被指控猥褻一名青春期女孩。
2015年12月，凱利出現在赫芬頓郵報現場接受記者卡羅琳·莫達雷西-德黑拉尼（Caroline Modarressy-Tehrani）的採訪中。採訪是為了宣傳他的第十三張個人專輯《The Buffet》的發行。在採訪中，莫達雷西-德黑拉尼向凱利詢問了針對他的性虐待指控，並想評估他的反應。這導致凱利變得憤怒和防禦，他不斷地對莫達雷西-德黑拉尼大喊大叫，問她是否喝酒，並威脅要離開去麥當勞，最後在採訪結束前離開採訪。在2021年9月下旬凱利在紐約被定罪後，莫達雷西-德黑拉尼在推特上寫道：“現在，有了這個判決，希望他的倖存者能得到一些安寧並感受到這種正義。

## 輿論發酵
2017年7月17日，BuzzFeed 新聞報導凱利被三組父母指控將他們的女兒關押在“虐待性邪教”中。凱利和所謂的受害者否認了這些指控。
2018年3月，BBC播出了由記者本·贊德（Ben Zand）製作的題為《勞·凱利：性、女孩和錄影帶》的紀錄片，探討了2017年的指控。5月，BBC播出三集紀錄片《勞·凱利：性醜聞繼續》，其中包括對薩維奇家族的採訪。
2018年4月17日，凱利再次被他的前合夥人指控行為不端，聲稱凱利“故意”讓她感染了性傳播疾病。凱利的一位代表表示，他“斷然否認所有索賠和指控”。
在2019年1月的BBC新聞文章中，一位名叫阿桑特·麥基（Asante McGee）的女性在2014年與凱利相識並在幾個月後與他同住，她說她不僅和凱利一個人住在一起，還和其他女性住在一起。她說：“他控制著我生活的方方面面，而我和他住在一起。”麥基後來自願搬走了。

### 抵制和行業反應
2018 年 5 月，Time's Up 運動的有色人種女性分支呼籲抵制凱利的音樂和表演，理由是對他的許多指控。抵制行動伴隨著一場名為 Mute R. Kelly 的社交媒體活動。作為回應，他的管理層表示，凱利原則上支持這項運動，但針對他的是“企圖私刑對我們文化做出非凡貢獻的黑人”。
音樂流媒體服務 Spotify 於2018年5月10日宣布，它將停止推廣或推薦凱利的音樂，XXXTentacion 表示：“我們不會因為藝術家或創作者的行為而審查內容，但我們希望我們的編輯決定——我們選擇編程的內容——來反映我們的價值觀。”兩天后，Apple Music 和 Pandora 也宣布他們將停止播放或宣傳凱利的音樂。Spotify 受到音樂行業成員的批評，擔心該決定會造成對被指控犯罪活動的藝術家進行靜音的滑坡效應。在最初的強烈反對包括Top Dawg 娛樂公司威脅要從流媒體服務中刪除其音樂目錄之後，Spotify 最終推翻了這一決定。
2019年1月初，在《R·凯利幸存者》播出後，凱利從 RCA Records 被除名，該節目詳細說明了幾十年來針對這位歌手的多項性侵犯指控。許多與凱利合作的音樂家對與他合作表示遺憾，包括席琳迪翁（《我是你的天使》）、尼克坎農（《舞男》）、饒舌者錢斯（《天堂的某個地方》）、 Lady Gaga（《做你想做的事》），詹妮弗·哈德森（《這是你的世界》）。有些人甚至讓流媒體服務刪除了他們自己的以凱利的歌聲為特色的歌曲，或者他們將創作或製作歸功於凱利的歌曲。
截至2021年10月，在他在紐約被定罪後，凱利的YouTube頻道被停用，但他的曲目仍然可以在YouTube音樂上找到。

### 對音樂產業的指控
2018年5月，《華盛頓郵報》記者傑夫·埃傑斯（Geoff Edgers）撰寫了一篇長篇文章《明星待遇》，指控音樂行業高管對凱利對未成年女孩的性虐待行為故意視而不見。埃傑斯報導說，早在1994年，凱利的巡演經理就敦促Jive唱片的創始人克萊夫·考爾德告訴凱利，如果他在每次音樂會後繼續與年輕女性發生“事件”，他就不會發布這位歌手的唱片。考爾德告訴《華盛頓郵報》，他很遺憾當時沒有做更多事情，他說：“顯然，我們錯過了一些東西。”
前Jive唱片總裁巴里·韋斯（Barry Weiss）告訴該報，在管理該品牌的20年中，他從不關心凱利的私生活，也不知道年輕女性對凱利和該品牌提起的兩起訴訟，指控她們未成年時有性行為不端。另一位高管拉里·汗（Larry Khan）在看過性愛錄像後仍與這位歌手密切合作，他同樣暗示這不是唱片公司的責任，並指出查克·貝瑞（ Chuck Berry）和傑里·李·劉易斯（ Jerry Lee Lewis）是音樂家，他們的唱片公司儘管意識到他們與未成年女孩有牽連，但仍繼續公開發行和推廣他們的唱片。
根據華盛頓郵報的說法， 史詩唱片的高管們對凱利的不當性行為指控也採取了同樣輕鬆的態度。2002年，在凱利與唱片公司簽約後，執行官大衛·麥克弗森（David McPherson）據稱拒絕觀看據稱顯示歌手與未成年女孩發生性關係的磁帶副本；他同時警告凱利的助手，如果那盤磁帶上的人是凱利，公司就會放棄他。麥克弗森沒有回應郵報的置評請求。
該品牌的一名實習生在與 Kelly 建立關係後工作受到影響，最終失去了這個職位，以 250,000 美元的價格與 Epic 達成和解。她工作的高管凱茜·卡羅爾（Cathy Carroll）經常指責她的前下屬與已婚男子有染，多年來兩人在社交場合見面時，她的名譽受損導致她放棄了在音樂界的職業生涯. 卡羅爾告訴該報，這名女子“被追星了……很多時候，這並不是真正的男人。” 
《華盛頓郵報》還暗示這些指控與去年夏天BuzzFeed的性崇拜指控之間的關係。凱利錄製的工作室的員工被要求簽署保密協議並且不進入某些房間，他們說他們認為這是凱利在他工作時讓年輕女性和未成年女孩住的地方。儘管達成了協議，該報還是發布了文本交流的截圖，房間裡的年輕女性和未成年女孩要求凱利的助手讓她們出去，這樣她們就可以去洗手間或吃東西了。該報還刊登了凱利在洛杉磯工作室結束為期六週的會議後拍攝的照片，這些照片由他的前唱片公司RCA唱片提供，顯示一杯尿放在鋼琴上，尿漬在房間的木地板上。

### 對指控的音樂回應
凱利於2018年7月23日在 SoundCloud 上發布了長達19分鐘的音樂《我承認》，作為對指控者的回應。這首歌不包含任何犯罪承認，儘管它的標題和副歌重複了歌詞“我承認，我做到了”。在“我承認”中，凱利否認有關家庭暴力和戀童癖的指控，聲稱它們是意見問題。凱利還譴責吉姆·德羅加蒂斯，並否認他的調查報告中對凱利經營“性崇拜”的指控。在談到 Mute R. Kelly 社交媒體活動時，凱利唱道：“只有上帝才能讓我靜音”。
這首歌受到評論家的批評，他們將其描述為一種拖釣行為。許多網點將這首歌與他各自的《天堂我需要一個擁抱》、《被困在壁櫥裡的歌劇》、《我相信我能飛？音樂會混音和OJ 辛普森的強迫性自傳體小說相比較。 凱利的前妻卡莉·基拉·凱利（Carey Killa Kelly）和兄弟安德里亞·凱利（Andrea Kelly）分別用混音和 diss 曲目回應了《我承認》。

### 進一步發酵
2019年1月，Lifetime開始播放由六部分組成的系列紀錄片，名為《逍遙法外的勞·凱利》，詳細介紹了針對凱利的性虐待和不當行為指控。洛琳·阿里（Loraine Ali ）為《洛杉磯時報》撰稿，觀察到該系列涵蓋了一系列深入採訪，“描繪了一個捕食者的形象，他的行為一直被行業、同行和公眾忽視，而他的音樂仍然在教堂和學校裡傳唱。”
兩週內，凱利推出了一個 Facebook 頁面，他試圖在該頁面上詆毀出現在紀錄片中的原告。Facebook 刪除了違反他們標準的頁面，因為它似乎包含他的指控者的個人聯繫信息。第二季名為《逍遙法外的勞·凱利II：清算》於2020年1月2日首播。
繼《逍遙法外的勞·凱利》紀錄片播出後，凱利被吉尼斯世界紀錄列為2019年谷歌搜索次數最多的男性音樂家。他在谷歌年度搜索量最高的10人名單中排名第8。
2019年3月6日，蓋爾·金（Gayle King）在哥倫比亞廣播公司今晨採訪了凱利。凱利堅稱自己是清白的，並將指控歸咎於社交媒體。在採訪期間，凱利有一次情緒爆發，他站起來，搥胸頓足，大喊大叫。當蓋爾·金問起約翰傳奇和 Lady Gaga 譴責他的事情時，凱利稱他們“不專業”。
哥倫比亞廣播公司的早間新聞片段還包括兩名女性，她們的父母聲稱她們是凱利的洗腦俘虜。她們將自己描述為凱利的“女朋友”，為凱利辯護並表達他們對他的愛，同時也譴責他們的父母。之後，金將與同事就該段的錄音進行匯報。她回憶說，與“女朋友”一起錄製片段的條件是凱利不會和他們一起在房間裡。儘管如此，凱利在錄音期間一直待在附近，據金說，凱利會“大聲咳嗽”以提醒女性他的存在。

## 第二波刑事指控
從2019年開始，多個司法管轄區的執法部門和檢察官對凱利提出刑事起訴。

### 2019年庫克縣逮捕和起訴
2019年2月22日，伊利諾伊州庫克縣州檢察官辦公室指控凱利犯有10項嚴重刑事性虐待罪。指控稱，從1998年到2010年，凱利對四名女性進行了性虐待，其中三名當時是未成年未成年人，證據包括邁克爾·阿文納蒂（Michael Avenatti）提供的一段錄影，內容涉及涉嫌新的犯罪。凱利在指控宣布當天自首後，被芝加哥警察局逮捕並拘留。
法官將保釋金定為100萬美元，並命令凱利不得與任何18歲以下的未成年人或所謂的受害者接觸。凱利對他稱之為謊言的所有指控均不認罪，他在庫克縣監獄待了三個晚上後被保釋。

### 聯邦起訴和審前拘留
紐約東區的第一份大陪審團起訴書於2019年6月20日下達。2019年7月11日，凱利因聯邦指控被美國國土安全部調查人員和紐約警察局偵探逮捕，指控性犯罪和妨礙司法公正。一天后，在他再次被芝加哥警方逮捕，來自紐約和芝加哥的聯邦檢察官以18項指控起訴凱利，包括兒童性剝削、兒童色情製品製作、性交易、綁架、強迫勞動、敲詐勒索和妨礙司法公正。
在他因第一次替代起訴而再次被捕後，紐約東區美國檢察官提交了一封信函，支持一項永久拘留令，該命令預審了對凱利的案件，得出的結論是“被告的證據佔優勢釋放既有逃跑的風險，也有妨礙司法公正的風險。”2019年8月2日，凱利在美國地方法官史蒂文·蒂西奧內（Steven Tiscione）面前對東區案件進行了第一次傳訊，他不認罪，法官以風險為由拒絕保釋。
凱利的律師於2019年10月提出審前釋放請求，但被拒絕。他的律師以COVID-19大流行為由再次試圖確保2020年的審前釋放，請求被拒絕。替代起訴書於2020年2月13日在芝加哥和2020年3月13日在紐約提出，將指控總數提高到22項。他於7月11日被監禁在芝加哥大都會懲教中心，2019年至2021年6月23日，他被轉移到布魯克林大都會拘留中心。

### 亨內平縣起訴書
2019年8月5日，明尼蘇達州亨內平縣的州檢察官辦公室指控凱利，檢察官聲稱，2001年7月，在明尼阿波利斯舉行的一場音樂會之後，凱利邀請一名女孩到他的酒店房間並支付了200美元讓她脫掉衣服並與他跳舞。

## 紐約東區審判
美國紐約東區地方法院是第一個起訴凱利的聯邦法院。2021年7月，聯邦檢察官要求法院將涉嫌賄賂的證據、威脅錄音和更多對未成年人（包括他在麥當勞遇到的一名未成年男孩）的性虐待指控作為模式證據納入他的審判中。
在法官安·唐納利（Ann Donnelly）的主持下，美國訴羅伯特·西爾維斯特·凱利案於2021年8月9日舉行。同一天，凱利的律師提出最後一秒動議，駁回與他將生殖器皰疹傳播給幾人有關的指控。他的受害者；凱利知道他的感染和不向他的性伴侶透露是根據紐約公共衛生法的犯罪行為，並被提出作為指控敲詐勒索以及違反曼恩法案的前提行為。唐納利法官駁回了該動議，並在審判後發布了書面決定。[260]

### 陪審團審判
聯邦陪審團審判於2021年8月18日開始，由檢方和辯護律師發表開庭陳述。第一個被傳喚的證人是傑洪達·佩斯，他是《逍遙法外的凱利》的主角之一，其身份廣為人知。她是凱利的所有指控者中第一個在法庭上作證指控他的人。佩斯作證說，凱利的虐待包括毆打、窒息和強姦她。在盤問中，佩斯被問及簽署一份聲明，稱她在年齡方面欺騙了凱利，並回答說這是達成和解的條件。
在凱利的審判中，總共有11名證人指控他性虐待或身體虐待，其中一些人指控他兩者兼有。兩名原告是指控凱利在他們小時候對他們進行性虐待的男性；一個（“路易斯”）招募了另一個（“亞歷克斯”）並作為合作證人作證。此外，凱利的八名員工作證，證實了凱利作案手法的細節。
在2021年9月15日的證詞結束時，陪審團展示了證實原告虐待陳述的影像，但沒有向公眾或媒體展示。這些影像在後來的結案辯論中被提及，描繪了凱利對一名原告進行痛苦的打屁股，以及一段冗長的錄音，其中凱利要求食糞和尿尿的行為來羞辱另一名原告。在陪審團審議期間，允許媒體收聽音頻部分以履行獲取證據的義務；聽到凱利和他的受害者的聲音講述了濫用後者錄音的圖形行為。判決幾個月後，檢察官透露，在凱利的命令下，“至少三名婦女製作了自己吃糞便並將其擦在身上的影像。”

### 有罪判決
紐約東區代理美國檢察官杰奎琳·M·卡蘇利斯（Jacquelyn M. Kasulis）和紐約國土安全調查局（HSI）特別代理負責人彼得·C·菲茨休（Peter C. Fitzhugh）於2021年9月27日宣布了有罪判決，經過為期六週的審判，包括兩天的審議，陪審團於2021年9月27日對判決書上的所有九項罪名作出有罪判決。他們包括：一項敲詐勒索罪，三項跨州非法性販運活動罪、四項脅迫和引誘罪、一項未成年人販運罪。
正如紐約東區美國檢察官在一份新聞稿中所述，針對凱利的指控認定了以下行為：
- 凱利賄賂了一名州僱員，為當時15歲的受害人A製作了一張身份證，這樣兩人就能結婚，因為她懷孕了，因此婚姻可以讓他免於入獄。

- 凱利強迫三名受害人B、C、D從事露骨的性行為，以製作記錄。幾十年來，他使用VHS攝像機、佳能攝像機、iPhone和iPad製作了這些錄音和其他露骨的性行為錄音。

- 凱利使用人身傷害和身體約束的威脅來控制受害者C、D、E，在他的指揮下進行性行為。在一次性侵犯中他扇了其中被害人C一耳光，掐住她，朝她吐口水，然後要求她給他口交。在幾年的時間裡，另一位受害人D遭到毆打、關押並以其他方式的操縱，以確保她會為他進行性行為，包括與其他女人和男人。至於另一位受害者E，他強迫她給他口交。

- 2009年5月至2010年1月期間，凱利定期與受害者C通電話，安排她到他在奧林匹亞菲爾茲的住所進行非法性活動，而受害者C年齡低於伊利諾伊州的性行為同意年齡。同樣，在2015年9月至2015年10月期間，凱利將當時17歲的受害人D從紐約市運送到加利福尼亞州的奧克蘭，而受害者D是未成年人，不能同意在加利福尼亞州發生性行為。

- 2015年4月，凱利安排受害人D從她在佛羅里達州奧蘭多的家中飛往加利福尼亞州洛杉磯，在知道他患有無法治癒的性傳播疾病的前提下與受害人D發生性關係，且之前沒有告知她有關信息。2017年5月和2018年2月，凱利安排受害人E從她位於德克薩斯州聖安東尼奧的家中飛往紐約皇后區的拉瓜迪亞機場，沒有透露他患有無法治癒的性病並沒有獲得受害人E的同意在這種情況下進行性交。[119]

## 判決後反應
地區法院法官安·唐納利下令將凱利關押在布魯克林大都會拘留中心等待宣判。凱利面臨10年至終身監禁的量刑，並於2022年6月29日被判處30年監禁。陪審團作出裁決後，代表幾名受害者的女權律師格洛麗亞·奧爾雷德（Gloria Allred）表示，凱利是她在47年的律師職業生涯中所遇到的最嚴重的性侵犯者。
凱利亦於2023年2月23日在芝加哥聯邦法院被判刑。法官Harry Leinenweber判處凱利20年徒刑：其中19年與紐約的30年徒刑同時執行，1年單獨執行，實際上使他的刑期達到31年。
為《紐約客》撰稿的凱利的長期死對頭吉姆·德羅加蒂斯問道：“還有多少我們不知道的受害者？這個案子涉及20名女性和2名男性，但可能還有更多。” 德羅加蒂斯指出，在審判前，檢察官告訴法官，他們會打電話給芝加哥律師蘇珊·E·洛根斯，她曾代表幾名在刑事案件中作證的原告談判和解。洛根斯從未真正被召到法庭上。
2021年10月29日，凱利保留了詹妮弗·安·邦讓（Jennifer Ann Bonjean）的服務，後者幫助推翻了對 Bill Cosby 和 Jon Burge 的受害者的強姦定罪。凱利於2022年1月解雇了他的其他律師。

## 量刑
美國檢察官布雷昂·和平和國土安全調查（HSI）執行副主任史蒂夫·弗朗西斯（Steve Francis）在凱利被判處30年監禁後發表講話。紐約東區的量刑過程始於2022年4月5日緩刑辦公室向法院提交密封的出庭報告（PSR）。凱利的辯護律師詹妮弗·邦讓對該報告的描述凱利的行為。
對立雙方在適用刑罰的評估上大相徑庭。邦讓提交了一份辯護量刑備忘錄，辯稱根據美國聯邦量刑指南，適用的刑期為168~210個月的監禁，而凱利應獲得更少的監禁時間。為寬大處理，邦讓還寫道，凱利的一名未成年受害者是“一個老練的16歲少年”。在其自己的量刑備忘錄中，檢察官支持根據量刑指南應用幾項強化措施，最高可判處25年至無期徒刑，並且“鑑於需要具體的威懾和喪失能力，政府恭敬地提出，較短的刑期不足以充分保護公眾。”
凱利的辯方在量刑備忘錄的補充材料中提交了幾份他們自己證明減輕因素的證據。展品已蓋章歸檔。在開封和修改程序之後，法院透露，凱利的辯護所引用的因素是他童年不良經歷的歷史，包括他姐姐的性虐待和他的文盲，專家診斷凱利有性慾亢進。
在2022年6月29日的宣判日，唐納利法官判處凱利30年監禁，並告誡凱利的犯罪行為“經過精心策劃和定期執行近25年”。在宣判前，七名婦女向法庭陳述了她們的受害人影響陳述。據滾石記者報導，凱利拒絕看她們。
除了入獄，唐納利法官還對凱利處以100,000美元的罰款和40,000美元的法定人口販運罰款。詹妮弗·邦讓律師對評估結果提出異議，聲稱凱利失去了收入並且很貧困。檢察官反駁說，凱利以500萬美元的價格秘密出售了他的作曲和歌詞版稅。2022年9月的日期將考慮歸還問題。
根據邦讓的說法，凱利對他的判決感到“震驚”，但會上訴。宣判後，聯邦監獄局將凱利置於自殺監視之下。他的法律團隊辯稱，這些措施是不必要的、懲罰性的和殘忍的，因為他從未有過自殺傾向，甚至從未想過自殺。然而，檢察官為安置辯護，聲稱這是為了他自己的安全。在2022年7月4日，當局將凱利從自殺觀察名單中除名。

## 伊利諾伊州北區的刑事案件
在紐約東區起訴的同時，位於芝加哥的伊利諾伊州北區美國地方法院與兩名涉嫌同謀一起起訴凱利：他的經理德雷爾·麥克戴維（Derrel McDavid）和他的私人助理米爾頓·瓊·布朗（Milton June Brown）。所有人都否認犯罪。此案由哈里·萊南韋伯（Harry Leinenweber）法官審理，目前正在審理預審動議，暫定審判日期為2022年8月15日。
凱利和他的同謀的最後替代起訴書指控他如下：從一到四為：1998年至1999年間以“未成年人A”拍攝的四個影像紀錄製作兒童色情作品。第五項：陰謀欺瞞在2001年至2015年間的各種非法行為，以掩蓋2002年庫克縣案件中的罪行。六到八項：收到兒童色情製品和共謀獲取兒童性虐待影像以隱藏它們。九至十三項：通過脅迫和引誘對1996年至2001年期間實施的五名未具名受害者的兒童性交易。